# Hyalella azteca
Pour les articles homonymes, voir Azteca.
Espèce
Hyalella azteca est un crustacé amphipode d'eau douce présent dans les cours d'eau et lacs d'Amérique du Nord morphologiquement proche des gammares. Bien que plusieurs morphotypes existent, ils ne permettent pas de deviner l'espèce à l'œil nu. 

## Complexe d'espèce cryptique
Hyalella azteca est en réalité ce qu'on appelle un complexe d'espèces cryptiques (des espèces morphologiquement tellement similaires qu'on ne peut les différencier à l'œil nu. Mais la comparaison de leur code génétique pour le gène CO1 a révélé de grandes différences, mettant en évidence plusieurs espèces. 
À ce jour, déjà 33 espèces ont été identifiées grâce à une reconnaissance génétique. 

## Description
Ce taxon a été utilisé comme biointégrateur, bioindicateur et espèce-sentinelle, dont par exemple pour le suivi d'un polluant émergeant préoccupant pour sa haute toxicité (plus élevée que celle du mercure et du plomb), et pour sa solubilité qui le rend particulièrement biodisponible dans le milieu aquatique : le thallium.